# Comisariado de propaganda (Generalidad de Cataluña)
El Comisariado de propaganda (en catalán: Comissariat de propaganda) fue una oficina de la Generalidad de Cataluña que desempeñó un papel propagandístico destacado durante la guerra civil española. Sirvió de modelo para otras oficinas similares que se abrieron en Europa durante la Segunda Guerra Mundial. La mayoría de los documentos relativos al comisariado se han perdido en el tiempo, por lo que se desconoce con exactitud todas las acciones que realizaron durante el periodo de su existencia.

## Origen
El 3 de octubre de 1936 se creó la denominada Comisaría de propaganda mediante un decreto firmado por el entonces conseller primer Josep Tarradellas. Su principal propósito era el de difundir la realidad cultural catalana por el mundo a la vez que se elevaba el nivel cultural y físico del pueblo catalán. El comisariado era un órgano autónomo, dependiente del departamento de presidencia, que recibía fondos de la Consejería de Finanzas. 
El 4 de octubre se designó como presidente del comisariado a Jaume Miravitlles (Figueras, 1906 – Barcelona, 1988), miembro destacado de Esquerra Republicana de Cataluña. Miravitlles, que había estado exiliado en Francia durante la dictadura de Primo de Rivera, era un intelectual interesado por las ideas vanguardistas. Había sido miembro del comité ejecutivo de la Olimpiada Popular que tenía que celebrarse en Barcelona entre el 19 y el 26 de julio de 1936 como alternativa a los Juegos Olímpicos de Berlín y que no llegó a celebrarse por el Alzamiento nacional del 18 de julio. Miravitlles era también miembro del comité de milicias antifascistas.
El comisariado nació sin una definición clara de cuáles serían sus objetivos ni de cómo se realizarían ya que no existía ningún modelo parecido al que imitar. Dentro del territorio nacional se quería mantener el "entusiasmo del pueblo" mientras que las acciones en el extranjero estaban destinadas a fomentar la lucha antifascista. En su acta de fundación se hablaba de la realización de actos de propaganda, tanto en el frente como en la retaguardia. Para ello se valdrían de diversos medios: 
- Medios escritos, que incluían periódicos, revistas, carteles, libros, etc.
- Medios gráficos, como la fotografía o el cine
- Medios artísticos, que incluían la organización de actos como concursos, ferias o exposiciones
- Medios hablados, valiéndose de la radio, conferencias, mítines o canciones
- Medios deportivos, que debían estimular la cultura física.

El acta fundacional permitía también que el comisariado abriera oficinas en el extranjero en caso de que lo considerara necesario. Se abrieron oficinas en París, Londres y Bruselas. Las oficinas de Barcelona se instalaron en un punto muy céntrico de la ciudad, concretamente en el número 224 de la Avenida Diagonal (por entonces llamada avenida 14 de abril), lo que facilitó el acceso a intelectuales y artistas que terminaron colaborando con el comisariado. Estas oficinas se quedaron pronto pequeñas para los casi 300 trabajadores del comisariado. El restaurante la Puñalada y el Hotel Majestic, ambos en el Paseo de Gracia barcelonés, quedaron prácticamente requisados al servicio del comisariado.

## Primeras acciones
El primer acto que desempeñó el comisariado fue una recepción de bienvenida a los marineros del buque soviético Zirianin el 19 de octubre de 1936. Un poco más tarde, en el mes de noviembre, se realizó una recepción para un grupo de periodistas franceses que visitaban Cataluña. Cada uno de estos periodistas recibió el último día de su visita material propagandístico compuesto por una colección de fotografías, otra de los carteles editados desde el 19 de julio, un resumen de los bandos que hacían referencia a la reestructuración social y política. Finalmente se les entregó una hoja de laurel que había estado depositada durante toda una noche en la tumba de Francesc Macià y que fue depositada en la tumba del soldado desconocido de París. 
La acción fue un éxito rotundo y los periodistas enviaron cartas de agradecimiento al presidente Companys por el trato recibido durante su visita. A partir de entonces, el Comisariado puso a disposición de los periodistas extranjeros medios técnicos para facilitar su labor informativa. Así por ejemplo, Robert Capa reveló muchas de sus imágenes en laboratorios cedidos por el Comisariado.
Ese mismo año se realizó un mitin multitudinario en el velódromo de París en el que, entre otros, participó La Pasionaria. También se realizaron exposiciones diversas y se invitó a escritores extranjeros y periodistas a visitar el conflicto español. Además se enviaba documental gráfico y textual a los principales medios de comunicación extranjeros.

## Medios gráficos
Durante los primeros tiempos de la guerra, las acciones del comisariado se centraron principalmente en la propaganda gráfica, recurriendo sobre todo al uso de carteles. Como en toda propaganda, se utilizaron de forma recurrente algunos eslogan y frases, entre ellas las de Catalans, Catalunya! (¡Catalanes, Cataluña!) y Catalans, per Catalunya! (¡Catalanes, por Cataluña!). Se publicaba también una revista de publicación mensual, Nova Ibèria, que se traducía a cuatro idiomas. Se trataba de una publicación cuidadosamente elaborada que, además de servir como portavoz del comisionado, pretendía transmitir a los países extranjeros una imagen positiva de Cataluña.
Además de Nova Ibèria se publicaba también la revista Visions totalmente gráfica y dedicada exclusivamente a la guerra. Disponía también de una editorial propia, Forja, que se encargaba de ubicar los libros del Comisariado. Algunos de estos libros fueron Ciutadà: Què has de fer davant la guerra aèria? (Ciudadano, ¿qué has de hacer ante la guerra aérea? o Fulls d’història de Catalunya (Hojas de historia de Cataluña).
Uno de los puntales del comisariado fue la productora Laya films, creada en 1936 por el comisionado y dirigida por Joan Castanyer que había sido ayudante del director francés Jean Renoir. Esta productora realizaba un resumen semanal, que recibía el nombre de España al día, se ofrecía antes de cada película en las salas cinematográficas. Los documentales mostraban imágenes tanto del frente como de la retaguardia.
Además de los reportajes bélicos se realizaron también otros, destinados sobre todo al público extranjero, que mostraban desde ferias de artesanía catalana a diversos procesos industriales. Estos documentales querían dar la imagen de un pueblo trabajador y pacífico. La mayoría de ellos se realizaron en cuatro idiomas: además del catalán, se doblaban al español, inglés y al francés. Laya films produjo algo más de 100 documentales a lo largo de su historia. Además, actuó como distribuidora y fue la encargada de traer a España los filmes producidos en la Unión Soviética.

## Estilo propagandístico
Miravitlles tenía una idea muy clara de cómo quería que fuera la propaganda que difundiera el comisariado. Para él, la República estaba en poder de la razón, por lo que se hacía innecesario engañar al pueblo con mentiras o con exageraciones. Si se analiza el conjunto de material propagandístico que ha llegado hasta nuestros días nos encontramos con que la propaganda del Comisariado tenía las siguientes características:

### Calidad
Se cuidaba al máximo la calidad de los productos, desde los carteles a los libros.

### Implicación
Los principales artistas y escritores catalanes se involucraron con el Comisariado. Así, Joan Miró realizó un sello destinado a la propaganda en el extranjero con el lema Aidez l'Espagne (Ayudad a España) que se hizo mundialmente famoso. Lola Anglada se encargó de diseñar la figura de un niño que, ataviado con un gorro frigio, representaba la lucha antifascista. Se hizo tan popular que llegaron incluso a elaborarse figuras de terracota, carteles y un cuento con su imagen. Se le dio el nombre de El més petit de tots (el menor de todos), extraído de un fragmento de una canción popular catalana (Els tres tambors).
Otros artistas e intelectuales colaboraron con el Comisariado. Pere Quart elaboró una Oda a Barcelona por encargo directo de Miravitlles. Las fotografías de Agustí Centelles se enviaban a todos los medios extranjeros. Mercè Rodoreda también dedicó parte de su tiempo a colaborar con el Comisariado realizando traducciones y correcciones del catalán.

### Diversificación
La acción propagandística se realizaba en ámbitos muy diversos. Cada producto recibía un enfoque especial según cual fuera su destino final (nacional, estatal o internacional).

### Secciones
Se crearon secciones especializadas dentro del Comisariado que funcionaban de forma autónoma. Así existían secciones especializadas en cine, música, grafismo, libros, etc. 

### Agilidad
Gracias a esta diversificación, el Comisariado podía dar una respuesta rápida. Así, los bombardeos de Barcelona fueron cubiertos a los pocos minutos por los fotógrafos. Pocas horas después, los medios internacionales disponían ya de un dosier de prensa con las imágenes y los textos explicativos.

### Innovación
Se utilizaron todos los recursos posibles en el momento. El acta de fundación del Comisionado preveía incluso el uso de la televisión (por aquel entonces en proceso experimental) para la actividad propagandística. 

### Cultura
Se dio una especial importancia a la difusión de los diversos elementos de la cultura catalana. El Comisariado participó en el traslado de parte del patrimonio artístico de la Generalidad que fue llevado a Moscú poco antes de finalizar la guerra civil.